# Sei tu felicità?
Sei tu felicità? (Säg det i toner) è un film del 1929 diretto da Edvin Adolphson e Julius Jaenzon.
Primo film svedese sonoro

## Trama
Olof Svensson è un giovane che lavora come conduttore di tram a Stoccolma che sogna di diventare un compositore di successo.